# Presidente del Governo della Repubblica di Croazia
Il Presidente del Governo della Repubblica di Croazia (in croato Predsjednik Vlade, al femminile Predsjednica Vlade), chiamato informalmente "premier" (Premijer / Premijerka), è il capo del governo della Croazia. Viene nominato dal Presidente della Repubblica in base alla maggioranza presente in Parlamento.

## Nomina
Dopo le elezioni parlamentari, il Presidente della Repubblica affida il mandato di formare il governo alla persona che, in base alla distribuzione dei seggi in Parlamento e ai risultati delle sue consultazioni, riceve il sostegno della maggioranza assoluta dei deputati. Di solito il capo dello stato sceglie il leader del partito o della coalizione vincente. L'incaricato ha trenta giorni per presentare la composizione e il programma del suo governo e chiedere la fiducia del Parlamento. Se il Parlamento a maggioranza assoluta vota la fiducia al candidato, il Presidente della Repubblica lo nomina Presidente del Governo. Prima di assumere le funzioni, il Presidente del Governo e i ministri devono prestare giuramento davanti al Parlamento. Se invece, scaduto il termine dei trenta giorni, il candidato designato dal Capo dello Stato non è in grado di comparire davanti ai deputati, il suo incarico può essere prorogato per un massimo di trenta giorni. Trascorso anche tale termine, il presidente della Repubblica può assegnare il mandato a un'altra persona oppure nominare un governo tecnico e convocare elezioni anticipate.

## Ruolo e funzioni
Il Presidente del Governo rappresenta il governo della Croazia, lo convoca, ne presiede le riunioni e firma gli atti ufficiali. La nomina degli altri ministri deve essere controfirmata dal presidente del Parlamento. In circostanze eccezionali, il Presidente può autorizzare un Vice Presidente a rimpiazzarlo. Ha la capacità di delegare alcuni dei suoi poteri, di impartire specifiche istruzioni di lavoro, di affidare determinate missioni e di consentire l'esecuzione di progetti specifici, in connessione con il programma del governo, con i voti parlamentari o impegni internazionali dalla Croazia, vicepresidenti e ministri.
Tutti sono, congiuntamente, responsabili delle decisioni prese collettivamente dal governo e delle decisioni individuali prese nel loro campo di competenza.
Il Presidente del Governo propone o controfirma gran parte degli atti e delle decisioni del Presidente della Repubblica, in conformità con il sistema parlamentare in vigore nel paese.